# Amt Lich
Das Amt Lich war ein Solmsches und später Großherzoglich Hessisches Amt mit Sitz in Lich.

## Geschichte
In der zweiten Hälfte des 14. Jahrhunderts fiel Lich an die Grafen von Solms. Das Amt Lich wurde zum Kernland der Licher Linie der Solmser Adelsfamilie. Nach dem Tod des Grafen Philipp zu Solms-Lich (1468–1544) teilten seine beiden ältesten Söhne die Grafschaft Solms-Lich, und das Amt Lich fiel an Reinhard I. (1491–1562). Das Amt umfasste zu diesem Zeitpunkt Stadt Lich und die Dörfer Södel, Wonbach, Ettingshausen, Münster, Ober-Bessingen, Hattenrode und Nieder-Albach (Wüstung). Wohnbach wurde später an Solms-Laubach verpfändet und schied aus dem Amt aus. Der Zuschnitt des Amtes änderte sich bis zur Auflösung 1822 nicht mehr. Auch nach dessen Tod wurde die Grafschaft geteilt und Ernst I. (1527–1590) erhielt das Amt Lich. Diese Linie starb mit dem Tod des Grafen Hermann Adolf Moritz von Solms-Lich (1646–1718) aus und das Amt Lich wurde 1718 Teil des Fürstentums Solms-Hohensolms-Lich.
Mit der Rheinbundakte verlor das Fürstentum Solms-Hohensolms-Lich 1806 seine Souveränität und wurde in das Großherzogtum Hessen eingegliedert. Das nun hessische Amt war Teil der Standesherrschaft Solms-Lich in der die Fürsten von Solms-Hohensolms-Lich als Standesherren weiter Kompetenzen in der Amtsverwaltung und Patrimonialgerichtsbarkeit hatten.
1822 erfolgte im Großherzogtum Hessen die Trennung der Rechtsprechung von der Verwaltung. Das Amt Lich wurde aufgehoben. Seine Verwaltungsfunktionen wurden auf den neu eingerichteten Landratsbezirk Hungen, die Gerichtsfunktionen übernahm das Landgericht Lich. Dieses nach auch die Solmser Patrimonialgerichtsbarkeit wahr.